# Emiro Lobo
Emiro Lobo (Tucó, Pueblo Nuevo del Sur, estado Mérida, Venezuela, 14 de abril de 1948-Mucuy Alta, municipio Santos Marquina, Venezuela, 27 de diciembre de 2007) fue un pintor, artista plástico y diseñador gráfico venezolano. Nacido en Tucó, una pequeña aldea de Pueblo Nuevo del Sur, estado Mérida.

## Exposiciones
Exposiciones individuales:
Entre sus numerosas exposiciones individuales destacan las siguientes:
- 1968, “Galería XX”, Caracas.
- 1971, Galería de Arte “La Otra Banda”, Mérida, Estado Mérida.
- 1973, Galería “Viva México”, Caracas.
- 1974, “Sala Ocre”, Caracas.
- 1976, Galería “Ariete”, San Cristóbal, Estado Falcón.
- 1978, Galería “Durbán”, Maracaibo, Estado Zulia.
- 1980, Galería “Viva México”, Caracas.
- 1982, Galería “City Club”, Barquisimeto, Estado Lara.
- 1986, Galería “Los Espacios Cálidos”, Ateneo de Caracas.
- 1988, Galería “Los Espacios Cálidos”, Ateneo de Caracas.
- 1990, Galería “Viva México”, Caracas. INCUDEF, Coro.
- 1991, “La Mirada Escrita”, Vissi D'Arte, Caracas.
- 1996 “Ateneo de Coro- Ateneo de Punto Fijo”.
- 1999, Galería “Sotage”: “Bordado Retazos”, Puerto La Cruz. Maturín, Estado Monagas.
- 2000, Signos- Señas. Coro, Estado Falcón.

Exposiciones colectivas:
- 1967 Colegio de Abogados, Mérida. Galería de Arte. Universidad Central de Venezuela, Caracas. Emiro Lobo, Mario Guacarán, Gregorio Torres.
- 1992 II Bienal Nacional de Artes Plásticas de Mérida e Internacional del Pacto Andino. Organizada conjuntamente con la Dirección de Cultura del Estado.
- 1994, III Bienal Nacional de Artes Plásticas de Mérida 1994 y II Colombo-Venezolana. Organizada conjuntamente con la Dirección de Cultura del Estado, hoy IDAC.
- 1994, “Arte y ciudad”. Museo de Arte y Diseño Contemporáneo. San José de Costa Rica. (Curaduría del CONAC).
- 1997, 2 Lobo 2. (Pinturas de Emiro Lobo y dibujos de Enrique Lobo). Sala 2 "Oswaldo Vigas". Desde febrero hasta marzo. Centro Cultural Tulio Febres Cordero. Mérida.
- 2004, Arte venezolano del siglo XX: la Megaexposición. Museo de Arte. Coro.
- 2004, "Provincia nuestra de cada día" (una mirada al arte contemporáneo en Venezuela) Museo de Arte Contemporáneo de Caracas ‘Sofía Ímber’ (MACCSI).
- 2005, “Tres vertientes del gesto”, (“mirada a las diferentes sensaciones que ofrece la vida, las huellas que dejó el Holocausto judío y una revisión de lo que será el Apocalipsis”) en el Museo de Arte Coro, extensión del Museo de Arte Contemporáneo de Caracas Sofía Ímber (MACCSI).
- 2005, “Dibujos”. En la inauguración del Salón de Artes Visuales, Museo de Arte de Coro.
- 2006. “Tierra Viva”. BANFOANDES. Parque nacional Tirgua. Estado Cojedes.

## Premios y reconocimientos
Entre otros destacan los siguientes:
- Premio Salón Michelena, Caracas.
- 2º Premio Nacional de Diseño en Mérida. CONAC.
- Premio I Salón CONAC “Ciudad de Coro” (1991).
- Premio Especial, Homenaje a la Trayectoria I Salón “Maria Luisa Schirripa de Urbina”.
- Premio Dibujo I Salón de Pequeño Formato, Mérida, Estado Mérida (1996).
- Primer Premio II Salón “Cementos Caribe” (1990).
- Segundo Premio, I Salón de Occidente, Mérida, Estado Mérida (1980).
- Premio Salón de Arte Paraguaná, Estado Falcón. Modalidad Paisaje (1981).
- Segundo Premio de Dibujo III Salón de Occidente, Mérida (1982).